# Cadillac Vizón
Der Cadillac Vizón ist ein Konzeptfahrzeug, das die Cadillac-Division von General Motors auf der North American International Auto Show 2001 vorstellte.
Der kantige SUV besaß einen Kühlergrill mit vier Lamellen über die gesamte Fahrzeugbreite, begrenzt von schmalen, hohen Scheinwerfern. Das hohe Heck trug schmale, hohe Rückleuchten. Angetrieben wird der Wagen von einem 4,2-l-V8-Ottomotor aus der Northstar-Baureihe mit einer maximalen Leistung von 300 hp (224 kW). Dieser ist mit einem fünfstufigen Automatikgetriebe verbunden.
Das Fahrzeug ist 4862 mm lang, 1801 mm breit, 1631 mm hoch und hat einen Radstand von 3033 mm. Die Karosserie ist selbsttragend. Die Vorderradaufhängungen sind Doppelquerlenkerachsen  und die Hinterradaufhängung ist eine Mehrlenkerachse.
Der Wagen bietet Platz für vier Passagiere und hatte ein zweiteiliges Schiebe-/Klappdach, dessen vordere Hälfte aufgestellt und dessen hintere Hälfte aufgeschoben werden können. Des Weiteren wurde mit Design-Features geworben, wie z. B. einem Armaturenbrett, bei dem das Kombiinstrument während der Vizón nicht in Betrieb ist, durch eine Klappe verdeckt ist. Zusätzlicher Stauraum befindet sich unter einem doppelten Boden im Kofferraum. Die Kofferraumklappe ist elektrisch betrieben.
Das Konzept wurde 2004 mit dem SRX in Serie verwirklicht.